# Amando Guiance
Amando Guiance Pampín (Lage, provincia de La Coruña, 1891 - Pontevedra, 1979) fue un político socialista español.
Trabajó como obrero ebanista y se afilió al PSOE, partido por el que fue elegido diputado por la provincia de Pontevedra en las elecciones generales de 1936, dentro de las listas del Frente Popular. Cuando estalló la guerra civil española fue capturado por las tropas franquistas, juzgado en consejo de guerra y el 13 de agosto de 1936 condenado a cadena perpetua, en el mismo proceso en que el galleguista Alexandre Bóveda fue condenado a muerte y posteriormente ejecutado.